# Patrick Dempsey
Patrick Galen Dempsey (Lewiston (Maine), 13 januari 1966) is een Amerikaans acteur.
Hij is onder andere bekend van de serie Grey's Anatomy, waarin hij de rol speelde van Derek Shepherd, een neurochirurg. Hij is ook bekend door de film Sweet Home Alabama, waarin hij de rijke vriend speelt van het personage Melanie Smooter, dat door Reese Witherspoon wordt vertolkt.
Dempsey is dol op racen en doet dit ook geregeld. In 2009, 2013, 2014 en 2015 reed hij de 24 uur van Le Mans.

## Persoonlijk
Toen Dempsey 12 jaar oud was, werd er dyslexie bij hem vastgesteld. Hierdoor moet hij al zijn teksten uit het hoofd leren, zelfs voor audities waarvan hij niet zeker is dat hij de rol zal krijgen.
Het Amerikaanse magazine Entertainment Weekly heeft het kapsel van Dempsey op hun "beste van dit decennium"-lijst gezet. In 2005 strandde hij op tweede plaats bij de jaarlijkse verkiezing "Sexiest man alive" van People magazine. Ook in 2006 haalde hij bij dezelfde verkiezing de tweede plaats.
Dempsey was van 1987 tot 1994 getrouwd met een collega-actrice. Uit zijn tweede huwelijk (sinds 1999) heeft hij drie kinderen.

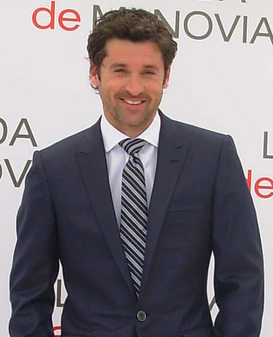
Dempsey bij de presentatie van de film Made of Honor

## Filmografie
- Bibsys: 98012506
- Biblioteca Nacional de España: XX1348710
- Bibliothèque nationale de France: cb139554861 (data)
- Catàleg d'autoritats de noms i títols de Catalunya: 981061199280906706
- Gemeinsame Normdatei: 133779327
- International Standard Name Identifier: 0000 0001 0785 0276
- Library of Congress Control Number: n95081250
- Nationale Bibliotheek van Letland: 000347216
- Nationale Bibliotheek van Tsjechië: xx0085267
- Nationale bibliotheek van Australië: 41372866
- Nationale Bibliotheek van Israël: 987007426637605171
- Nationale Bibliotheek van Polen: a0000001276129
- Nederlandse Thesaurus van Auteursnamen: 085076112
- Système universitaire de documentation: 139834036
- Trove: 1454338
- Virtual International Authority File: 85865113
- WorldCat: E39PBJqQBkwGrGMG79Rpg3XDbd